# شهرت عباسوف
شهرت عباسوف ممثل ومخرج وكاتب سينمائي أزبكي. وعباسوف أحد مؤسسي السينما الأزبكية. وحصل على العديد من الألقاب والجوائز. لقب فنان الشعب في أزبكستان.